# Benedikt IX.
Benedikt IX. (vorher Theophylakt III. von Tusculum; * wohl nach 1000; † um 1055 in Grottaferrata) war dreimal Papst in einem Zeitraum von 1032 bis 1048. Er ist damit der einzige Papst, der das Amt mehr als einmal bekleidet hat.

## Familie und Werdegang
Die vorherrschende Macht im Rom des 10. und 11. Jh. war das Geschlecht der Tuskulaner, dem auch der spätere Benedikt IX. angehörte. Theophylakt war ein Sohn des Alberich III., Graf von Tusculum, Consul und Dux (* um 975, † 1032/1044) und der Ermilina. Sein Bruder war Gregor II., Graf von Tusculum (* um 1000, † 1054).
Als sein Onkel Johannes XIX. im Oktober des Jahres 1032 starb, wurde Benedikt IX. bereits zwei Tage später offiziell gewählt und gekrönt. Der damalige römisch-deutsche Kaiser Konrad II. erkannte die Erhebung Theophylakts zum Papst an.

## Erste Amtszeit (1032–1044)
Kontroversen gibt es über das Alter Benedikts bei seinem Amtsantritt. Allgemein bekannt ist, dass Kinder im Mittelalter früh als erwachsen galten. In Benedikts Fall lässt sich nicht genau nachvollziehen, wann er geboren wurde und wie alt er im Jahr 1032 war. Die Angaben gehen weit auseinander; nach den Quellen kann Benedikt bei der Thronbesteigung zwischen zehn und dreißig Jahre alt gewesen sein. Klaus Jürgen Herrmann kommt durch Abgleich der unterschiedlichen Angaben zu der begründeten Ansicht, dass der Papst bei seiner ersten Erhebung etwa 14 Jahre alt gewesen sein müsste, also tatsächlich noch im jugendlichen Alter stand. Rudolf Schieffer betrachtet die Quellen, die behaupten, Benedikt sei zehn oder zwölf Jahre alt gewesen, allerdings als polemische Überzeichnungen. Die Notiz geht vor allem auf Rodulfus Glaber zurück, der den Papst als kaiserlicher Schriftsteller möglicherweise diskreditieren will. Ungeachtet des genauen Alters war es offensichtlich auch damals ungewöhnlich, einen derart jungen Papst zu berufen.
Obwohl Tuskulaner, betrieb Benedikt IX. keine rein auf den Vorteil seiner Familie fokussierte Machtpolitik. Konkurrierenden Adelsfamilien wie den Oktavianern und Stephaniern beließ er ihre Ämter und Positionen in der Kirchenverwaltung. Damit setzte Benedikt die Linie seines direkten Vorgängers Johannes XIX. erfolgreich fort: Er strebte einen Ausgleich zwischen den tonangebenden Familien an und versuchte, sich selbst aus den Konkurrenzkämpfen zwischen den adeligen Familien herauszuhalten. So enttäuschte er die mögliche Hoffnung seines Vaters Alberich, mit Hilfe seines Sohnes größeren Einfluss auf päpstliche Angelegenheiten zu gewinnen und die Position der Familie zu stärken. Alberich III. wandte sich infolgedessen von der öffentlichen politischen Bühne ab. Neues Familienoberhaupt wurde Benedikts älterer Bruder Gregor II. von Tusculum. Die beiden Brüder arbeiteten eng zusammen, so übernahm Gregor auf Wunsch seines Bruders in besonderen Fällen auch Richterfunktionen.
Benedikt selbst bewies Sachverstand und diplomatisches Geschick. So vermittelte er auf einer Synode 1036 im Rechtsstreit zwischen dem Bischof Andreas von Perugia und dem dort ansässigen Petruskloster und konnte den Streit zur beiderseitigen Zufriedenheit beilegen. Der Bischof versprach dem Pontifex und seinem Bruder sogar, nie wieder Ansprüche gegen das Kloster zu erheben.
Auch der päpstlichen Verwaltung widmete Benedikt IX. große Aufmerksamkeit und griff entschiedener ein als seine Vorgänger. Dem päpstlichen Verwalter Petrus von Silva Candida hatte bereits Benedikts Onkel Johannes XIX. weitreichende Rechte verliehen. Diese wurden Ende 1037 von Benedikt IX. bestätigt und um das Amt eines Bibliothekars der römischen Kirche erweitert. Die Entscheidung war zur damaligen Zeit spektakulär, weil die Bibliothek auch als Kanzlei fungierte und für die Ausstellung von Urkunden zuständig war. Damit war Petrus als Kanzler sowohl für die Finanzen als auch für die päpstliche Korrespondenz zuständig.
Außenpolitisch konnte Benedikt ebenfalls einige Erfolge verzeichnen. Sein Handeln war erstaunlich unabhängig von den Interessen des deutschen Königs, in dessen Einflusssphäre auch der Streit zwischen Aquileja und Grado fiel. Benedikt beendete diesen Streit auf der Synode von 1044 in Rom eigenständig, ohne mit dem König kommuniziert zu haben. Deutlicher konnte Benedikt nicht zeigen, dass er sich nicht als Handlanger eines römisch-deutschen Kaisers sah. Dennoch suchte er stärker als sein Vorgänger Johannes XIX. Wege der Kooperation mit den Königen jenseits der Alpen. Möglicherweise war es diese Wendung nach Norden, die einigen in Rom übel aufstieß und schließlich zum Putsch gegen Benedikt führte.
Benedikt IX. vertritt wie seine beiden Vorgänger Benedikt VIII. und Johannes XIX. den seltenen Typus eines kirchenpolitisch unabhängig agierenden stadtrömischen Adelspapstes. Alle drei entstammten dem regierenden Adel und waren schon vor ihrer Wahl relativ einflussreiche Akteure. Selbstbewusst und offensiv vertraten sie die mit ihrem Amt verbundenen Interessen auch gegen innerrömische Widerstände, sogar aus der eigenen Familie. Als Päpste sahen sie ihre Aufgabe nicht mehr darin, die Hausmacht der Tuskulaner zu mehren. Zwar griffen sie gerne auf Unterstützung aus der Familie zurück und nutzten die bestehenden Verbindungen. Doch setzten sie beispielsweise Truppenkontingente ihrer Verwandten bei Feldzügen in der Umgebung Roms nicht mehr dazu ein, den Einfluss der eigenen Familie zu vergrößern, sondern die Position der Kirche zu stärken. Benedikt konnte mit seiner Politik an diese bereits vor ihm etablierte Linie seiner Vorgänger anknüpfen und war damit zwölf Jahre lang neben seinem Bruder Gregor II. der starke Mann in Rom.

## Vertreibung und das Schisma von 1046
1044 erhoben sich die Römer gegen Benedikt IX. Das Motiv lässt sich aufgrund der Widersprüchlichkeit der Quellen schwer rekonstruieren. Die Reformbewegung des 11. Jahrhunderts und der Investiturstreit unter den späteren Reformpäpsten trugen dazu bei, dass die Chronisten oft gegen Benedikt voreingenommen und ihre Angaben parteiisch oder verzerrt sind. Bonizo von Sutri berichtet beispielsweise, Benedikt habe versucht, sich wegen Heiratsabsichten seines Amtes zu entledigen, und zeichnet damit das für die Reformer typische Feindbild eines „Nikolaiten“. Auch soll er das vakante Kaisertum Petrus von Ungarn angeboten haben. Abt Desiderius von Montecassino, der spätere Papst Viktor III., bezeichnet Benedikt als einen Lüstling und Mörder und legt ihm verschiedene Verbrechen und Verfehlungen zur Last, darunter Simonie, Mord, ein ausschweifendes Leben und viele weitere Vergehen. Zeitgenössische Polemik gegen Benedikt geht auf seinen Rivalen Bischof Johannes von Sabina zurück, der nach Benedikts Absetzung als Silvester III. zum Papst gewählt wurde und zu den Stephaniern gehörte, einer mit den Tuskulanern verfeindeten Familie.
Die Ernennung Silvesters war von Wirren und Unruhen begleitet, da Benedikt immer noch über zahlreiche Anhänger und erheblichen Einfluss in Rom verfügte. Zudem waren die Tuskulaner weiterhin die bestimmende Macht in Italien. Benedikts Bruder Gregor II. ging mit Waffengewalt gegen die Gegner vor. Die Annales Romani berichten, dass sich das Heer der Tuskulaner während der Wahl und Amtseinsetzung Silvesters siegreich auf dem Vormarsch nach Rom befand. Der aus der Stadt vertriebene Benedikt hatte den Rivalen exkommuniziert. Im März 1045 gelang es den Tuskulanern, die Gegner aus Rom zu vertreiben. Silvester zog sich zurück, besaß jedoch genügend Rückhalt bei den Crescentiern, sodass er sein Amt als Bischof von Sabina unbehelligt wieder einnehmen konnte. Er verzichtete zunächst auch nicht auf seine päpstlichen Ansprüche.
Benedikt war bewusst, dass seine Position in Rom nicht unangefochten war und es jederzeit wieder zu Aufständen kommen könnte. Außerdem hatte er die in den letzten Jahren errungene Unabhängigkeit verloren. Um sich der Bürde dieser Amtsführung zu entledigen, entschloss er sich, das höchste kirchliche Amt gegen eine Abstandssumme an einen Nachfolger abzutreten. Von seinen Kritikern wurde dies als Amtsverkauf betrachtet. Der Überlieferung zufolge trat Benedikt am 1. Mai 1045 zu Gunsten seines Taufpaten, des Erzpriesters Johannes Gratianus Pierleoni von St. Johann in Porta Latina, vom Papstamt zurück. Er gehört damit zu den wenigen Päpsten, die auf das Amt verzichtet haben. Benedikt erhielt eine Abfindung und zog sich als Privatmann auf seine Güter bei Tuskulum zurück. Sein Nachfolger gab sich den Papstnamen Gregor VI. und wird im Gegensatz zu Silvester III. in der kirchlichen Geschichtsschreibung offiziell als Papst gezählt.
Am Hof der Salier ging man davon aus, dass der Wechsel an der Spitze der Kirche legitim vonstattengegangen war. Der Kirchenreformer Petrus Damiani bezeichnete den neuen Papst sogar lobend als einen angeblich anerkannten Gegner der Simonie. Allerdings waren die Umstände der Amtsübergabe den Zeitgenossen zunächst unbekannt. Unklar war den Beobachtern aus der Umgebung König Heinrichs III. auch, dass das Schisma latent weiterbestand, weil Silvester III. nicht offiziell auf sein Amt verzichtet hatte.

## Intervention des Kaisers und drittes Pontifikat (1047–1048)
Während dieser Wirren in Rom plante König Heinrich III. eine Reise in die heilige Stadt, um sich dort zum Kaiser krönen zu lassen. Kurz nachdem er Italien erreicht hatte, fand die erste von insgesamt drei Synoden statt, die das Schisma letztlich beseitigten. In Pavia 30 km südlich von Mailand hielt Heinrich III. vor den versammelten Teilnehmern der Kirchenversammlung („Synode von Pavia“) am 25. Oktober 1046 eine Rede gegen „Simonie“ (Ämterkauf) und erließ ein strenges Simonieverbot, womit er ein Anliegen seiner auf Kirchenreformen dringenden kirchlichen Berater aufgriff, besonders der Mönche des Cluniazenserordens. Um das Schisma ging es hier zunächst noch nicht.
Wie der Historiker Karl Schmid herausfand, trafen sich Heinrich und Papst Gregor VI. bereits wenige Kilometer hinter Pavia in Piacenza. Sie verabredeten bei diesem Treffen eine Kaiserkrönung Heinrichs in Rom. Um der gegenseitigen Verbundenheit Ausdruck zu verleihen, ließen sie sich nebeneinander in das Gebetsgedächtnis des örtlichen Klosters San Savino eintragen.
Kurz nach diesem Treffen scheint Heinrich III. gerüchteweise von dem angeblichen Ämterkauf Gregors erfahren zu haben. Der als unrechtmäßig betrachtete Amtsübergang beinhaltete die Gefahr, dass Heinrich von einem illegitimen Papst gekrönt werden und dadurch selbst Legitimationsprobleme bekommen könnte, besonders angesichts des gerade erst verschärften Simonieverbots. Hinzu kamen die ungeklärten Ansprüche Silvesters III. Daher fand am 20. Dezember in Sutri, 50 Kilometer vor Rom, die eilig einberufenen Synode von Sutri statt, auf der sowohl Silvester III. als auch Gregor VI. abgesetzt wurden.
Benedikt IX. war auf keiner dieser Synoden anwesend, obwohl er Einladungen erhalten hatte. Er wurde am 23. Dezember 1046 in Rom abgesetzt. Heinrich ließ anschließend den Bischof Suidger von Bamberg zum Papst wählen, einen Cluniazensermönch, der die Kirchenreformbewegung unterstützte und den Namen Clemens II. annahm. Seine erste Amtshandlung am 1. Weihnachtstag 1046 bestand darin, Heinrich III. und seine Frau Agnes zum Kaiserpaar zu krönen. Im Vorfeld ließ Heinrich sich und seinem Sohn den Titel des Patricius Romanorum (Schutzherrn von Rom) verleihen, der ihm bestimmte Rechte in der Stadtverwaltung Roms und insbesondere das Vorschlagsrecht bei der Papstwahl garantierte, von dem Heinrich im Laufe seines Lebens noch dreimal Gebrauch machte.
Bereits 1047 starb Clemens auf einer Reise über die Alpen. Schon damals kursierten Gerüchte, er sei von Gegnern in Italien vergiftet worden. Eine Untersuchung der sterblichen Überreste Clemens’ II. im Jahr 1958 konnte den Verdacht zwar nicht bestätigen, aber sein Biograph Georg Gresser kam 2007 zu dem Fazit: „Schuld daran waren seine Widersacher [...], die einen blonden Bischof aus dem Norden [...] gerne beseitigt sehen wollten. Mag der letzte Beweis für die Ermordung des Papstes auch mit Hilfe naturwissenschaftlicher Methoden heute nicht mehr zu erbringen sein, aus historischer Perspektive erscheint sie mehr als wahrscheinlich.“ Jedenfalls tauchte Benedikt IX. nach Clemens’ Tod erneut auf der Bildfläche auf und beanspruchte die Führung der Kirche für sich. Unruhen in Rom gab es schon, seitdem der Kaiser die Stadt verlassen hatte. Benedikt machte sich dies zunutze und errang mit der Unterstützung des Markgrafen Bonifaz von Tuscien erneut die päpstliche Herrschaft. Als Heinrich III. mit einem Italienfeldzug drohte, gab Bonifaz seine Unterstützung für Benedikt jedoch auf und dieser verzichtete erneut auf sein Amt. Nachfolger wurde der Bischof von Brixen, Poppo, der sich als Papst Damasus II. nannte. Benedikt IX. versuchte in den folgenden Jahren noch mehrfach, sein Amt zurückzuerlangen, blieb damit allerdings erfolglos. Um 1055 starb er.

## Belletristik
- Peter Prange: Der Kinderpapst. Pendo, München 2012, ISBN 978-3-86612-276-5 (historischer Roman über Benedikt IX.)